# 東亞家蝠
東亞家蝠（學名：Pipistrellus abramus），又叫日本伏翼，是一種於東亞地區常見的小型蝙蝠。一隻成年東亞家蝠的個體身長可以有4.8厘米，尾部則可以長4厘米，翼也可伸至3.6厘米。牠們最喜愛住於舊式建築物上面的天花板及屋簷之內。牠們主要捕食蚊及飛蛾等昆蟲。牠們廣泛分佈於東亞地區。